# 에스더 앤더슨
에스더 앤더슨(Esther Anderson, 1979년 6월 13일 ~ )은 오스트레일리아의 배우, 모델이다.